# Глогув (гміна)
Гміна Глогув (пол. Gmina Głogów) — сільська гміна у південно-західній Польщі. Належить до Глоговського повіту Нижньосілезького воєводства.
Станом на 31 грудня 2011 у гміні проживало 6363 особи.

## Площа
Згідно з даними за 2007 рік площа гміни становила 84.28 км², у тому числі:
- орні землі: 63.00%
- ліси: 13.00%

Таким чином, площа гміни становить 19.02% площі повіту.

## Населення
Станом на 31 грудня 2011:
| Опис     | Загалом | Загалом | Чоловіки | Чоловіки | Жінки | Жінки |
| -------- | ------- | ------- | -------- | -------- | ----- | ----- |
| одиниця  | осіб    | %       | осіб     | %        | осіб  | %     |
| все      | 6363    | 100     | 3168     | 49.79    | 3195  | 50.21 |
| міське   | 0       | 100     | 0        |          | 0     |       |
| сільське | 6363    | 100     | 3168     | 49.79    | 3195  | 50.21 |

## Сусідні гміни
Гміна Глогув межує з такими гмінами: місто Глогув, Грембоциці, Єжманова, Котля, Шліхтинґова, Жуковіце.